# SDL MultiTerm
SDL Multiterm — модуль, организующий работу с терминологией, разработанный компанией SDL PLC. Система предполагает хранение и управление многоязычной терминологией.

## История
SDL MultiTerm был запущен в 1990 году компанией Trados GmbH в качестве терминологической базы данных для переводчиков. В 2005 году Trados был приобретен SDL International, в результате MultiTerm был переименован в SDL MultiTerm.

## О SDL MultiTerm
SDL MultiTerm Desktop – это компьютерный модуль для управления терминологией от SDL. Может использоваться переводчиками и терминологами как автономный настольный модуль для работы с терминологией, или он может быть объединен с SDL Trados Studio для повышения производительности и точности перевода.

## Возможности
- Вводить описательные поля, чтобы предоставить дополнительную информацию о термине[3].
- Вставлять мультимедийные файлы и добавлять к терминам гиперссылки на веб-сайты[4].
- Хранить неограниченное количество терминов на множестве языков
- Импортировать / экспортировать термины из технологических систем, как Microsoft Excel[5].
- Объединять программу с SDL Trados для повышения последовательности перевода[5].

### Работа с терминами
- Поиск неточных совпадений — поиск записей, которые немного отличаются от исходного термина
- Поиск с помощью подстановочных символов.
- Полнотекстовый поиск — поиск слова или фразы в любом месте словарной статьи, включая определения, пример или контекстные поля
- Поиск по нескольким терминологическим базам.
- Поиск омонимов — определяет возможные повторы в терминологической базе[6].

## Компоненты SDL MultiTerm
- MultiTerm Desktop – инструмент для работы с базами данных, позволяющее пользователю создавать, управлять и представлять терминологию. Термины можно добавлять и искать на разных языках, что позволяет программу для постоянного использования терминов компании.
- MultiTerm Extract – дополнительный модуль для создания терминологических глоссариев уже переведенных документов. ПО использует статистический алгоритм для проверки частоты употребления терминов на уровне подсегментов.[7] Переводчики могут создавать глоссарии для проектов, не осуществляя вручную поиск терминов.
- MultiTerm Widget – небольшое приложение, позволяющее выделить слово из любого приложения на рабочем столе и сразу же извлечь его значение и перевод из глоссариев проекта и памяти переводов.[8]

## Системные требования

### SDL MultiTerm 2017 Desktop.
Минимальные системные требования:
- Операционная система: Windows 7/8/10
- Процессор: Pentium® 4
- ОЗУ: 2 гб [9]

### SDL MultiTerm 2021

#### Минимальные системные требования
- Операционная система: Windows 7/8.1/10
- Процессор: Intel
- ОЗУ: 8 гб
- Разрешение экрана: 1024×768

#### Рекомендуемые системные требования
- Операционная система: 10 64-разрядная
- Процессор: Intel, ЦП
- ОЗУ: 16 гб

Наличие: SSD-диска
Разрешение: 4К.

## Критика
Ввод терминов вручную – это трудоемкий процесс. Он упрощается при использовании SDL Glossary Converter, позволяющего изменять терминологию других источников в терминологическую базу MultiTerm, и тем самым переводчики могут во время перевода в SDL Trados Studio создавать термины. Несмотря на некоторые заявления на этот счёт, формат обмена TBX (ISO 30042: 2008) не поддерживается. Хотя файлы TBX нельзя добавить напрямую, их можно преобразовать в терминологическую базу MultiTerm с помощью SDL Convert или SDL Glossary Converter. Связь между терминами поддерживается только через использование перекрестных ссылок, но невозможно определить тип их связи.